# 0,1-red simple
En teoría de la red, una red acotada L se llama red 0,1-simple si los homomorfismos de red no constantes de L preservan la identidad de sus elementos superior e inferior. Es decir, si L es 0,1-simple y ƒ es una función de L a alguna otra red que preserva las uniones y los encuentros y no asigna cada elemento de L a un solo elemento de la imagen, entonces debe darse el caso de que ƒ −1 (ƒ(0)) = {0} y ƒ −1 (ƒ(1)) = {1}.
Por ejemplo, sea L n una red con n átomos a 1, a 2, … , a n, elementos superior e inferior 1 y 0, y ningún otro elemento. Entonces para n ≥ 3, L n es 0,1-simple. Sin embargo, para n = 2, la función ƒ que asigna 0 y a 1 a 0 y que asigna a 2 y 1 a 1 es un homomorfismo, lo que demuestra que L 2 no es 0,1-simple.